# Bitwa nad rzeką Minato
Bitwa nad rzeką Minato (jap. 湊川の戦い Minato-gawa no tatakai) – starcie zbrojne, które miało miejsce w ówczesnej prowincji Settsu (ob. dzielnica Hyōgo w Kobe, w prefekturze Hyōgo) w dniu 5 lipca 1336 roku w trakcie wojen okresu Nanboku-chō (1336–1392), w Japonii. Była to decydująca bitwa w trakcie rebelii Takaujiego Ashikagi przeciwko cesarzowi Go-Daigo.

## Opis
Dowódcy wojsk cesarskich Masashige Kusunoki oraz Yoshisada Nitta zamierzali przejść wraz ze swoimi wojskami przez pasmo gór Kongō i zająć stolicę Kioto. Cesarz i większość jego dworzan odrzucili jednak ten plan. W ten sposób podlegli cesarzowi samuraje zmuszeni byli do respektowania decyzji cesarskich i walki pod jego rozkazami. 
Do bitwy doszło w dniu 5 lipca 1366 roku. Naprzeciw 35 tys. wojowników Ashikagi stanęło około 17 tys. żołnierzy wojsk cesarskich. Armia cesarska podzielona była na dwie części. Jedna z nich tuż po nadejściu wycofała się z pola bitwy, obawiając się okrążenia, a tym samym zostawiając Kusunokiego wobec silniejszego liczebnie przeciwnika. Rebelianci uderzyli na samurajów Kusunokiego z dwóch stron. Żołnierze cesarscy bronili się zaciekle, nie mieli jednak wielkich szans w starciu z przeważającymi siłami wroga. Do wieczora cała armia Kusunokiego została rozbita, a on sam ciężko ranny. Dopiero wówczas zawróciły wojska Nitty, było już jednak po walce. Ranny Kusunoki, wraz ze swoim bratem Masaue, wycofał się do pobliskiej zagrody chłopskiej, gdzie popełnił seppuku. 
Po latach historię tego konfliktu – od wstąpienia na tron cesarza Go-Daigo (1318) do czasów cesarza Go-Murakamiego (1367) – spisano w czterdziestu księgach eposu Taiheiki (Kronika wielkiego pokoju).

## Galeria

Bitwa nad rzeką Minato
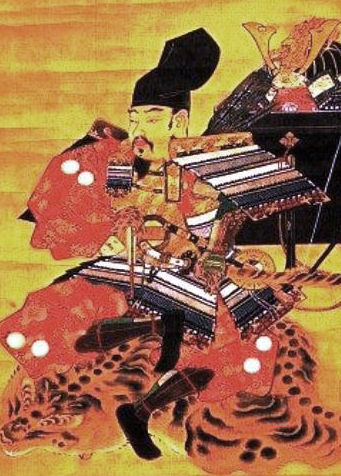
Yoshisada Nitta, XIV w.
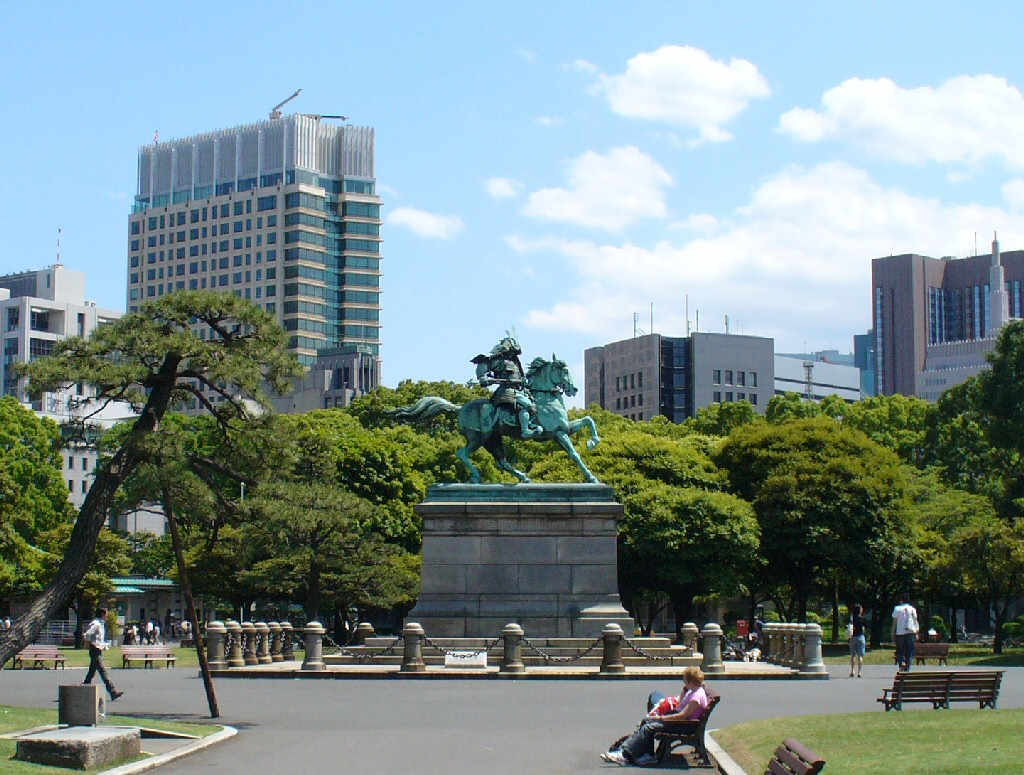
Pomnik Masashige Kusunokiego w Tokio
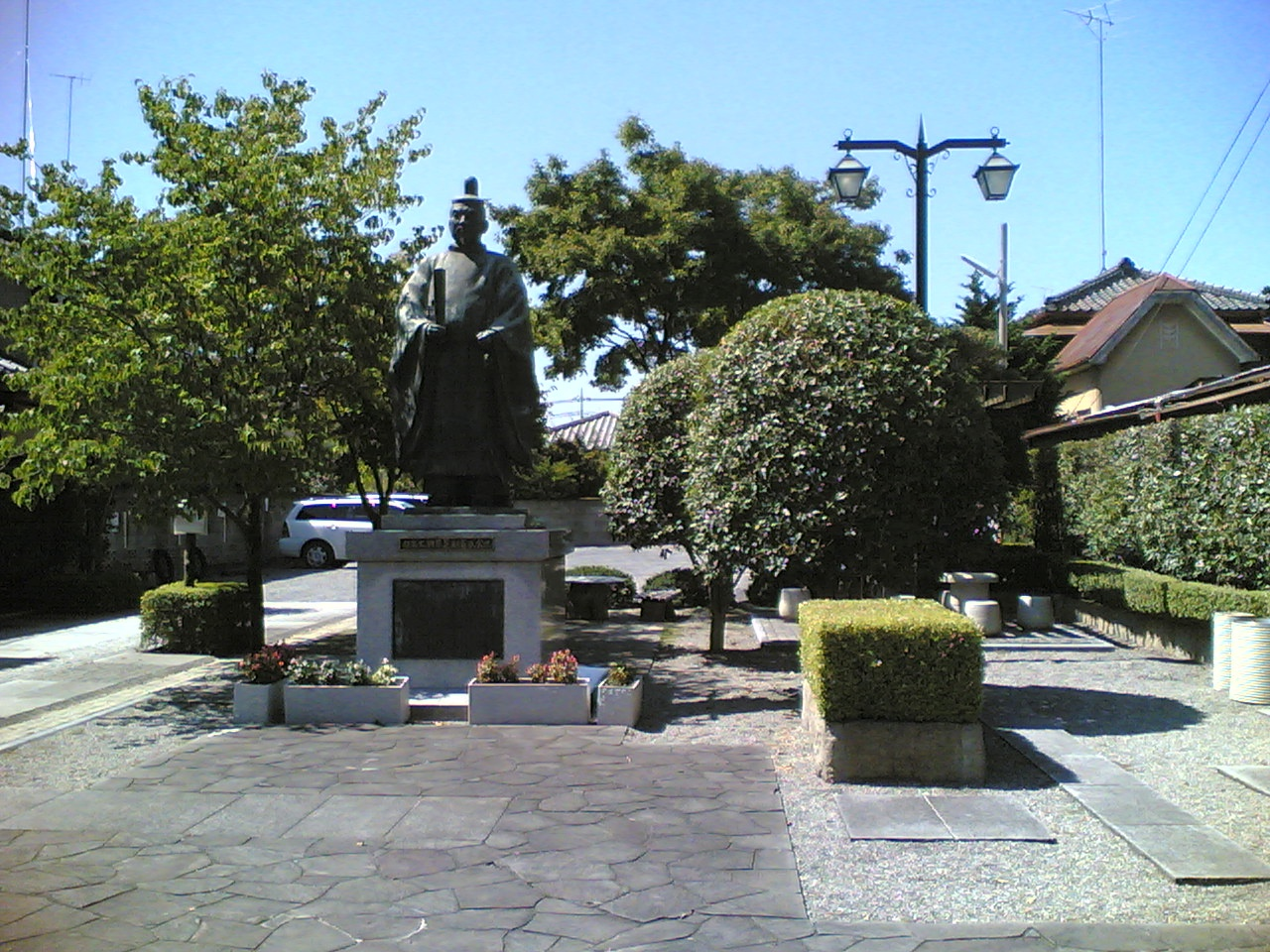
Pomnik Takaujiego Ashikaga w Ashikaga, prefektura Tochigi